# 히잡

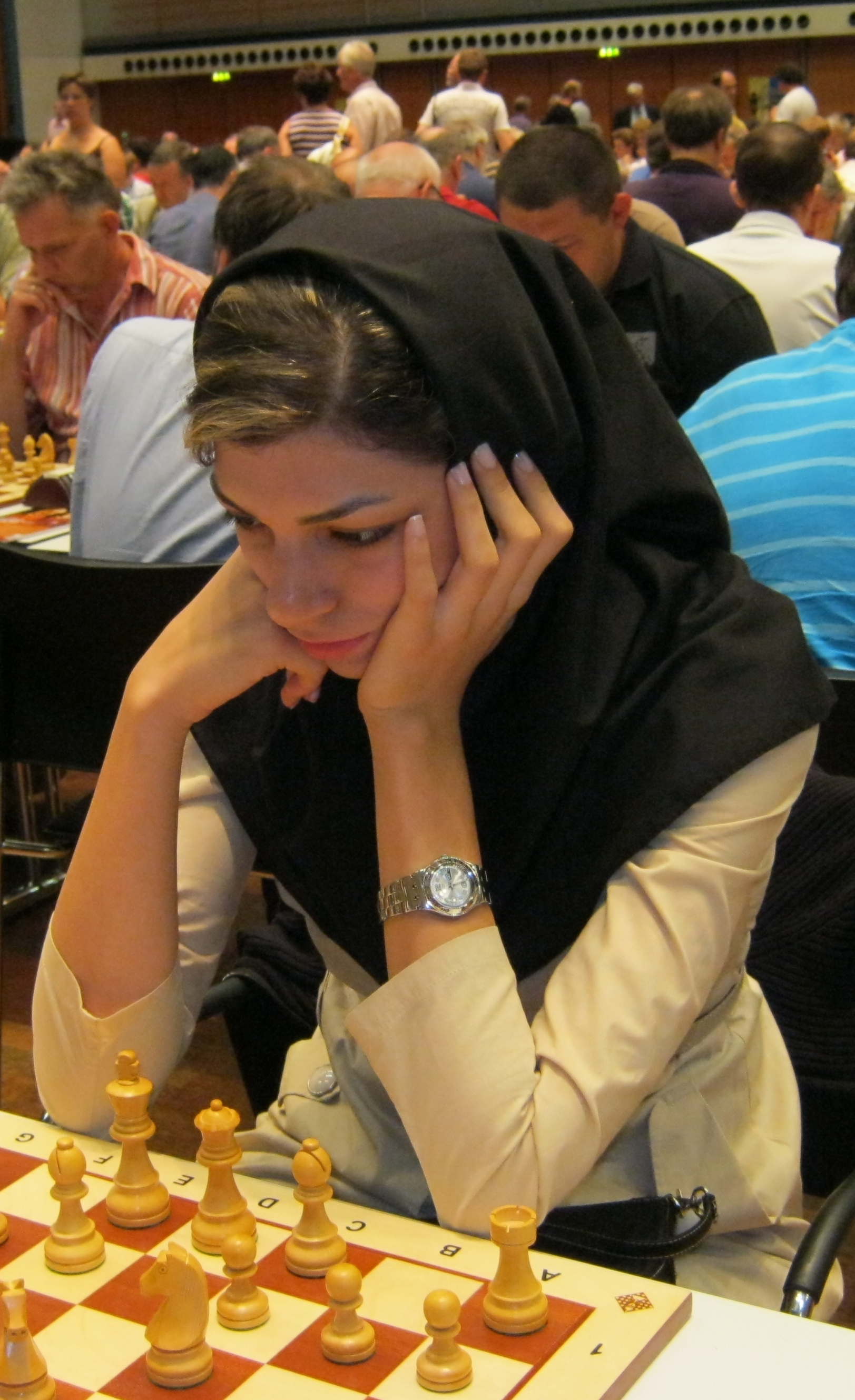
히잡을 쓰고 체스경기를 하는 여성

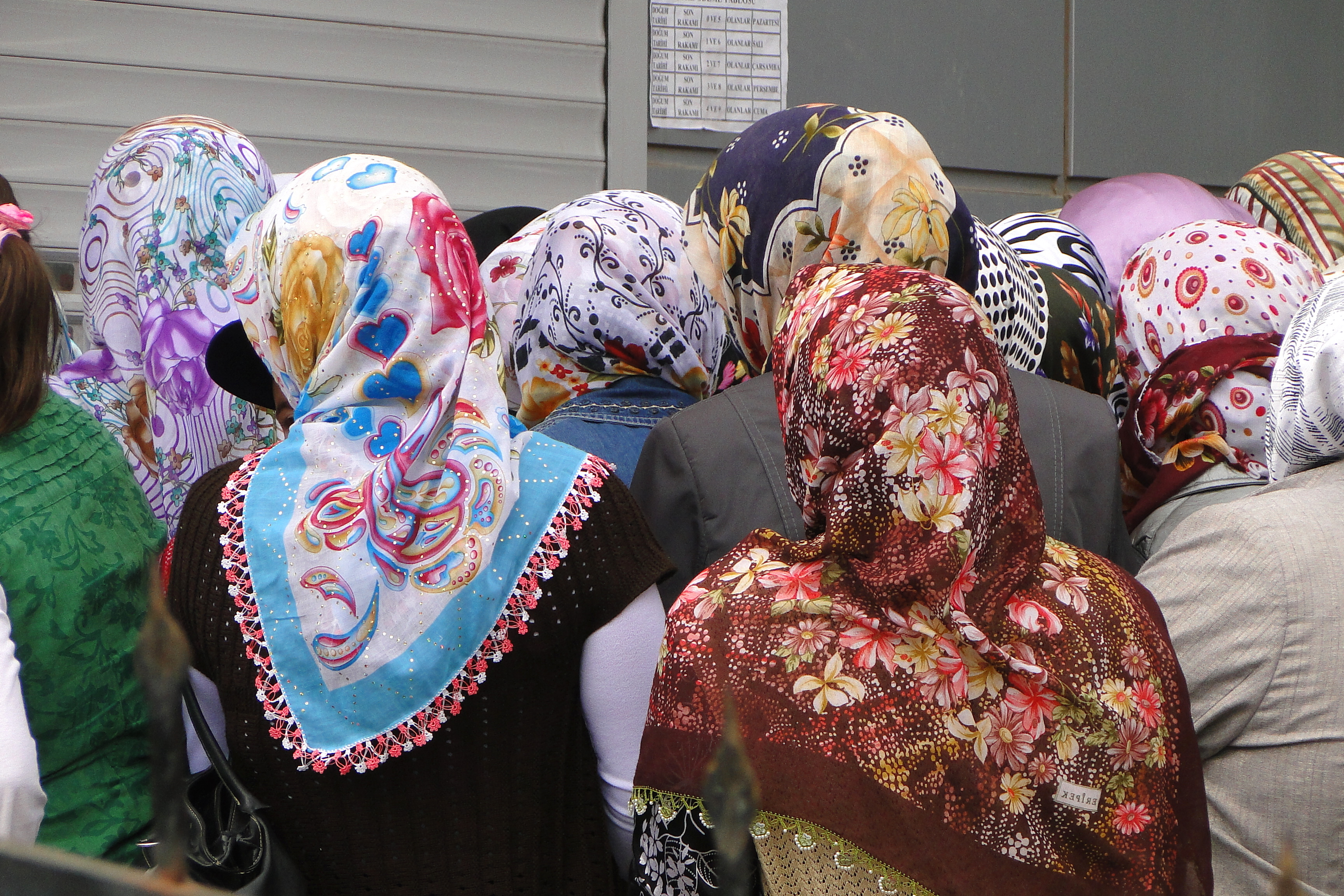
히잡을 착용한 여성들.

히잡(아랍어: حجاب, 영어: hijab)은 좁은 의미에선 무슬림 여성들이 착용하는 얼굴 가리개를 뜻하며 넓은 의미에선 여성이 그 문화에서 지켜야 할 복장 규범을 뜻하는 이슬람의 율법학적 개념이다.
히잡은 메소포타미아나 페르시아에서 기원한 것으로 여겨진다. 아시리아와 페르시아에서는 베일이 계급이나 신분을 나타내는 표시로서 사용되었다.

## 차도르, 부르카와의 차이점
차도르는 온몸에 두를 수 있을 정도로 큰 외투이다. 머리부터 검은 천을 둘러 얼굴 전체를 가리는 베일이다. 무슬림 여성들이 외출할 때 사용한다.
부르카는 무슬림 여성들이 착용하는 베일 중에서 가장 큰 것으로, 온몸을 두르게 된다. 히잡은 머리 부분만 가리지만, 이것은 머리, 목, 얼굴 몸전체를 전체적으로 휘감는다. 눈만은 밖을 볼 수 있게 뚫려 있지만, 그마저도 망사로 가린다.

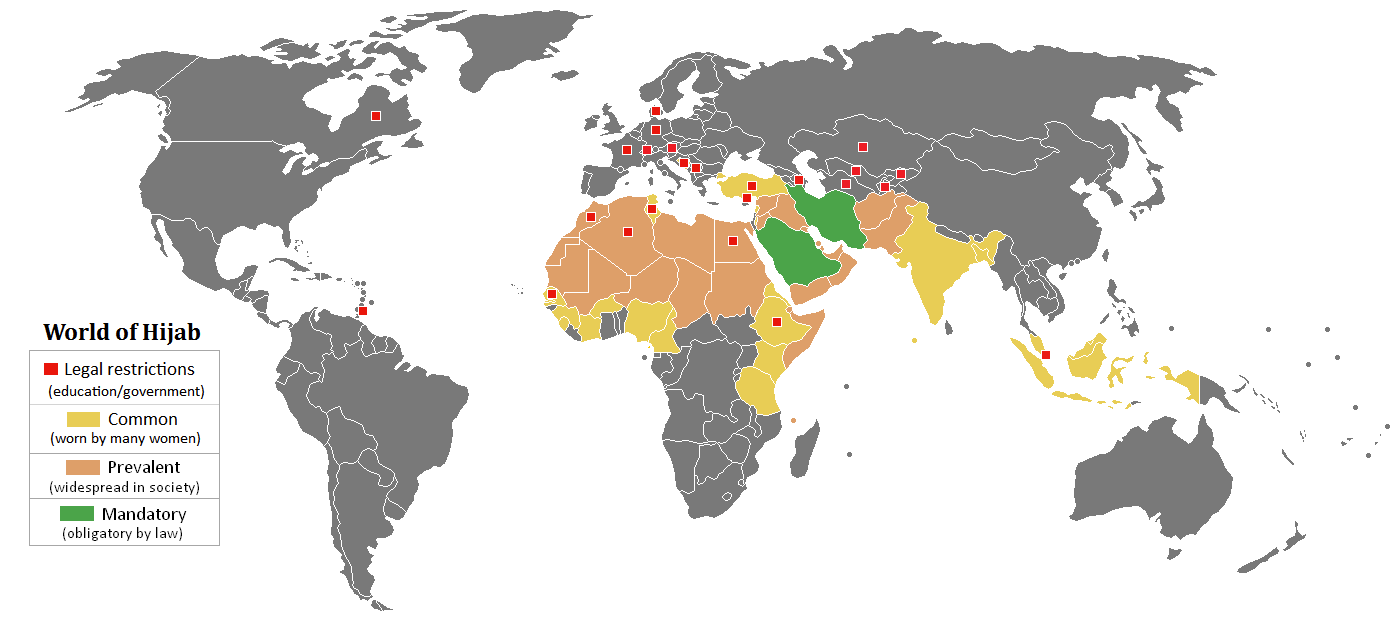
전 세계적으로 히잡 착용의 보편성을 보여주며 착용에 제한이 있는 국가를 표시한다.

## 참고 문헌
- 조희선 (2001년 8월). “'억압'과 '저항'의 기제로서의 이슬람 여성의 베일과 히잡”. 《한국중동학회논총》 (한국중동학회) 22 (1): 103-125. (구독 필요).

## 같이 보기
- 부르카
- 니캅
- 차도르
- 아바야
- 퍼다
- 터키의 머리쓰개 금지 논란
- 터번